# Lyle Williams
Lyle Williams, född 23 augusti 1942 i Philippi i West Virginia, död 7 november 2008 i Warren i Ohio, var en amerikansk politiker (republikan). Han var ledamot av USA:s representanthus 1979–1985.
Williams efterträdde 1979 Charles J. Carney som kongressledamot. I kongressvalet 1984 besegrades Williams av demokraten James Traficant.